# Жирмунский, Семён Савельевич
Семён Савельевич Жирмунский (Соломон, Шлёма Шевахович Жирмунский; 26 ноября (8 декабря) 1863, Вильна, Российская империя — 1935) — русский и советский инженер-химик.

## Биография
Родился 26 ноября (8 декабря) 1863 года в Вильне, в семье купца второй гильдии (впоследствии первой гильдии и потомственного почётного гражданина) Шеваха Менделевича Жирмунского (1818 или 1820—1877) и его жены Рохли Ароновны (Рохи Арьевны, 1821—1891).
Выпускник Рижского политехнического училища. Работал инженером-химиком, одним из технических руководителей основанной в 1909 году в Мытищах англо-бельгийской фабрики «Вискоза» (впоследствии — ВНИИВ и ВНИИСВ, Всесоюзный научно—исследовательский институт синтетического волокна). В 1908—1909 годах прошёл обучение по технике производства искусственного волокна за границей.
С. С. Жирмунский — автор первых на русском языке монографий по искусственным волокнам — «Искусственное волокно» (экономика, производство, потребление, с С. А. Анучиным, 1927) и «Искусственный шёлк» (1930). Принимал участие в публикации многотомной «Технической энциклопедии» под общей редакцией Л. К. Мартенса (1927—1934).
В последние годы жизни — персональный пенсионер республиканского значения.

## Семья
- Брат — Мендель Шевахович Жирмунский, отоларинголог.
- Жена (с 1895 года) — Берта Хаимовна Бройдо (1876—?).
- Племянники — искусствовед Мирон Аркадьевич Жирмунский, хирург Яков Иосифович Гальперн, правовед Александр Маркович Винавер и лингвист Виктор Максимович Жирмунский.

### Монографии
- Искусственное волокно: экономика, производство, потребление (с С. А. Анучиным). — Иваново-Вознесенск: Основа, 1927. — 192 с.
- Искусственный шёлк, прозрачные кинематографические плёнки и целлюлозные лаки из нитро- и ацетилцеллюлозы. — Л.: Научное химико-техническое издательство НТУ ВСНХ, 1929. — 80 с.
- Искусственный шёлк. В серии «Рабочая библиотека текстильщика». — М.: Гостехиздат, 1930. — 96 с.
- Искусственное волокно (с А. Н. Ряузовым). — М.: Госхимтехиздат, 1933. — 52 с.

### Публикации
- Искусственный шёлк // Технико-экономический вестник. — 1925, стр. 427.
- О производстве искусственного шёлка // ЖХП. — 1926, стр. 110.
- Искусственный шёлк из ацетатцеллюлозы // ЖХП. — 1927, стр. 808.